# Urolophus mitosis
The mitotic stingaree or blotched stingaree (Urolophus mitosis)là một loài cá đuối ít được biết đến thuộc họ Urolophidae.